# Curtiss-Wright AT-9
Curtiss-Wright AT-9 Jeep là một loại máy bay huấn luyện nâng cao của Hoa Kỳ trong Chiến tranh thế giới II.

## Biến thể
CW-25
AT-9
AT-9A

## Quốc gia sử dụng
Hoa Kỳ
- Không quân Lục quân Hoa Kỳ
- Không quân Hoa Kỳ

## Tính năng kỹ chiến thuật (AT-9)
Dữ liệu lấy từ Curtiss Aircraft 1907–1947
Đặc điểm tổng quát
- Kíp lái: 2
- Chiều dài: 31 ft 8 in (9,65 m)
- Sải cánh: 40 ft 4 in (12,29 m)
- Chiều cao: 9 ft 10 in (2,99 m)
- Diện tích cánh: 233 ft² (21,7 m²)
- Trọng lượng rỗng: 4.494 lb (2.011 kg)
- Trọng lượng có tải: 6.060 lb (2.749 kg)
- Động cơ: 2 × Lycoming R-680-9, 295 hp (220 kW)  mỗi chiếc

 Hiệu suất bay 
- Vận tốc cực đại: 197 mph (171 knot, 317 km/h)
- Vận tốc hành trình: 175 mph (152 knot, 282 km/h)
- Tầm bay: 750 dặm (652 hải lý, 1,207 km)
- Trần bay: 19.000 ft (5.791 m)
- Tải trên cánh: 26 lb/ft² (125 kg/m²)
- Công suất/trọng lượng: 0,10 hp/lb (0,16 kW/kg)